# Маргинализация туарегов в Мали и Нигере
Маргинализацией туарегов в Мали и Нигере называется процесс игнорирования или дискриминации, вплоть до агрессивных действий по ущемлению интересов туарегского населения в Мали и Нигере.
С колониальной эпохи на территориях, где туареги составляли национальное большинство, звучали призывы к автономии.
Меры по их маргинализации вылились в многочисленные конфликты.
Исторически обусловлено и из этого следует, что через пострадавшие страны проходит, с одной стороны, граница между светлокожим арабо-берберским туарегским населением, и оседлыми народами Черной Африки с другой. Туареги ведут полукочевой образ жизни, занимаясь главным образом скотоводством. Это отличает их от земледельцев Чёрной Африки и жителей Сахеля.
Они часто занимают руководящие посты в своих сообществах и имеют большое влияние на судьбу региона.
Эти кардинально различные взгляды на мироустройство приводили к нарастанию противоречий и фигурировали в ряде туарегских восстаний.
Первое восстание произошло в 1961—1962 годах и длилось до 1964 года.
В 1990 последовало второе восстание, продлившееся до 1995 года.
Третье восстание длилось с 2007 года по 2009 год.
С 2012 года в Мали возобновилось противостояние, в ходе которого 6 апреля 2012 была провозглашена независимость Азавада.